# Aulo Búcio Lápio Máximo
Aulo Búcio Lápio Máximo (em latim: Aulus Bucius Lappius Maximus) foi um senador romano nomeado cônsul sufecto para o nundínio de setembro a dezembro de 86 com Caio Otávio Tídio Tossiano Lúcio Javoleno Prisco e novamente para maio a agosto de 95 com Públio Ducênio Vero. Segundo o historiador Brian W. Jones, era um dos amici ("conselheiros") do imperador Domiciano. Sua vida é conhecida principalmente através de inscrições.

## Nome
A polionímia de seu nome indica uma adoção. Segundo Olli Salomies, ele nasceu Lápio Máximo e foi adotado por um Aulo Búcio e acrescenta que "todos os Aulos Lápios parecem ter algo a ver com este senador".

## Carreira
Entre os postos ocupados durante a sua carreira está o governo com poderes proconsulares da Bitínia e Ponto entre 83 e 84 antes de seu primeiro consulado em 86. Depois, foi legado imperial da Germânia Inferior entre 87 e 89 e apoiou as forças de Domiciano durante a revolta de Lúcio Antônio Saturnino na vizinha Germânia Superior. Segundo Dião Cássio, Lápio Máximo queimou toda a correspondência de Saturnino para proteger os co-conspiradores da perseguição de Domiciano, o que, supostamente, teria resultado em um conflito com o imperador. Mas Domiciano aparentemente não duvidou de sua lealdade, pois em seguida, Lápio Máximo foi nomeado legado da Síria entre 89 e 92 e depois para um segundo consulado em 95. Em 102, foi admitido no Colégio dos Pontífices.
Segundo Salomies, Lápia Tértula, mencionada numa inscrição (CIL VI, 31106), "é provavelmente filha deste homem".